# Radio America
Radio America ist ein US-amerikanisches Radio-Netzwerk, das auf konservativ orientierte Talksendungen spezialisiert ist. Als Abteilung der konservativen Denkfabrik American Studies Center sieht das Netzwerk sein Leitbild darin, „qualitative Radioprogramme zu produzieren und zu verbreiten, die die traditionelle amerikanischen Werte, eines begrenzten Staates und eines Freien Marktes“ verbreiten. Das Netzwerk entwickelte eine Reihe eigener Formate und Programmübernahmen konservativer Shows. Sitz von Radio America ist Arlington, Vermont.

## Inhalte
Zu den verbreiteten Programmen gehören
- die Alan Keyes Show
- die Dana Loesch Show
- What’s the Story? With Fred Barnes
- Common Sense Radio with Oliver North
- Bob Barr’s Laws of the Universe
- Veterans Chronicles with Gene Pell
- The G. Gordon Liddy Show
- The Greg Knapp Experience
- Dateline Washington with Greg Corombos

## Verbreitung
Radio America nutzt verschiedene Verbreitungswege (terrestrisch und Internet). Nach eigenen Angaben versorgt das Netzwerk über 500 einzelne Sender landesweit sowie das American Forces Network und Sirius/XM Satellite Radio.

## Auszeichnungen
Der Sender erhielt u. a. die New York International Radio Festivals in Gold und Silber, den ABA-Silver-Gavel, und den Gabriel-Award. Darüber hinaus wurden dem Hörfunksender Auszeichnungen des Ohio State und der Freedom Foundation verliehen.